# Kabinett für sentimentale Trivialliteratur

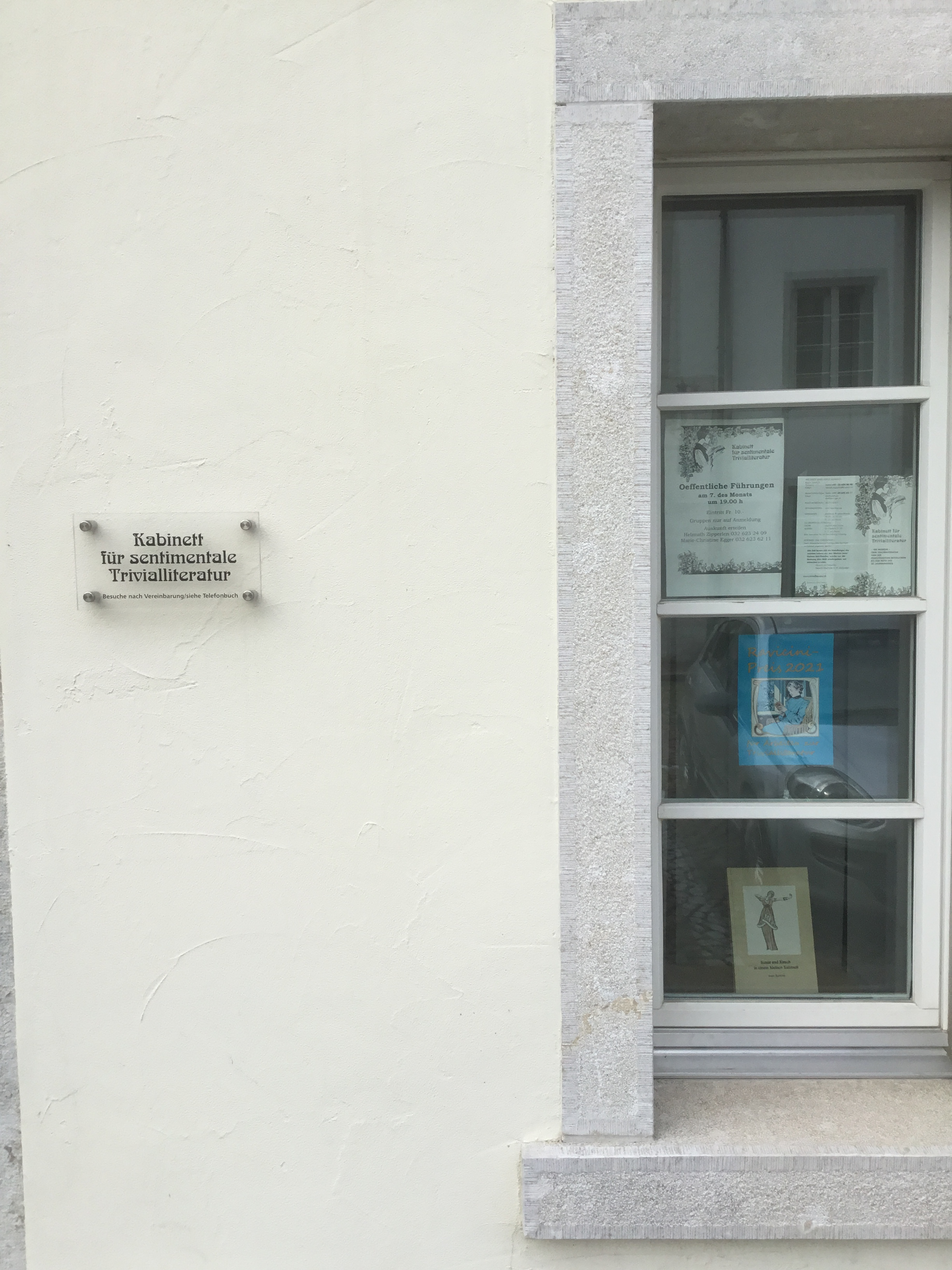
Kabinett für sentimentale Trivialliteratur in Solothurn

Das Kabinett für sentimentale Trivialliteratur in Solothurn (Schweiz) widmet sich als Bibliothek und Museum der Trivialliteratur mit Schwergewicht auf sentimentalen Werken von oder für Frauen des 19. Jahrhunderts. Das Kabinett wurde 1996 von der Journalistin Lotte Ravicini-Tschumi (1930–2021) als Stiftung gegründet und umfasst ungefähr 3600 Bände (Stand 2019).

## Bestand
Das Kabinett sammelt hauptsächlich deutschsprachige Liebes-, Abenteuer- und Heimatromane, Mädchenliteratur, Zeitschriften und Verwandtes. Der Altbestand von einigen hundert Bänden umfasst vor allem Werke aus dem 19. Jahrhundert. In den Werken werden dem Tenor der Zeit gemäss Hinweise über Haushaltführung, Hygiene, Erziehung, Begegnungen von Mann und Frau, Reisen in die weite Welt und Heimatgebundenheit vermittelt. In dem vierstöckigen Museum befinden sich neben der Sammlung auch ein Biedermeier-Stübchen, ein Mode- und Kostümzimmer und ein Raum für Veranstaltungen.

## Ravicini-Preis
Mit dem mit 5000 Franken dotierten Ravicini-Preis werden seit 2012 alle drei Jahre wissenschaftliche Arbeiten zur Trivialliteratur ausgezeichnet.  Berücksichtigt werden freie wissenschaftliche Veröffentlichungen, Publikationen für Universitäts- oder Fachhochschulabschlüsse oder auch anspruchsvolle Maturitätsarbeiten.  Hauptanliegen des Ravicini-Preises ist es, zu Unrecht vergessene Autoren wieder ins Bewusstsein zu holen und sich dabei die Kernfrage zu stellen «Was ist Trivialliteratur, was ist Kitsch?».